# 昇天 Part.3
「昇天 Part.3」（原題:One Breath）は『X-ファイル』のシーズン2第8話で、1994年11月11日にFOXが初めて放送した。なお、本エピソードは「ミソロジー」に属するエピソードである。また、本エピソードは「昇天 Part.1」と「昇天 Part.2」の続編である。

## スタッフ
- 監督:R・W・グッドウィン
- 脚本:グレン・モーガン、ジェームズ・ウォン

## キャスト

### レギュラー
- デイヴィッド・ドゥカヴニー - フォックス・モルダー特別捜査官
- ジリアン・アンダーソン - ダナ・スカリー特別捜査官

### ゲスト
- ミッチ・ピレッジ - ウォルター・スキナーFBI副長官
- ウィリアム・B・デイヴィス - シガレット・スモーキング・マン
- ドン・S・デイヴィス - ウィリアム・スカリー
- シーラ・ラーケン - マーガレット・スカリー
- メリンダ・マックグロウ - メリッサ・スカリー
- スティーヴン・ウィリアムズ - ミスターX
- ブルース・ハーウッド - ジョン・フィッツジェラルド・バイヤース
- トム・ブレイドウッド - メルビン・フロヒキー
- ディーン・ハグランド - リチャード・ラングリー
- ジェイ・ブラゾー - ダリー医師
- ニコラ・カヴェンディッシュ - オーウェンズ看護師
- ロレーナ・ゲイル - ウィルキンス看護師
- テガン・モス - 子供時代のスカリー

## ストーリー
物語はスカリーの母親、マーガレットがモルダーにスカリーの子供時代の思い出話をしているところから始まる。子供のころ、スカリーは兄弟たちと空気銃で遊んでいた。偶然見つけたヘビに向かって何発も空気銃を発射した。ヘビの死を目の当たりにしたスカリーは自らが犯した殺生という罪を悔やんでいたという。マーガレットはスカリーの死を受け入れる覚悟ができたとモルダーに言う。そして、用意したスカリーの墓石をモルダーに見せた。その一方で、モルダーはスカリー救出をあきらめてはいなかった。
突如、スカリーは昏睡状態で病院に運び込まれる。感情が高ぶったモルダーは医療スタッフにスカリーがどうしてここに運び込まれたのを問いただすが、誰も事実を知らなかった。落ち着きを取り戻したモルダーはダリー医師からスカリーの様態についての説明を受ける。ダリー医師は「病院の誰一人としてどのような経緯でスカリーさんがここに運び込まれたのか知りませんでした。スカリーさんに何があったのかもわかりません。」「スカリーさんは延命治療を拒否されていました。」と言う。スカリーの病床でモルダーはスカリーの姉、メリッサに会う。その頃、スカリーはボートに乗っていた。そのボートはモルダーとメリッサが立っている桟橋に係留されていた。2人の後ろにはオーウェンズ看護師が立っていた。
フロヒキーはスカリーを見舞いに来た。そして、スタッフの隙を突いてスカリーのカルテを盗み出した。ローン・ガンメンがそのカルテを調べると、スカリーの血中に不活性状態の分枝DNAが検出されていることが分かる。分枝DNAは極めて強い毒性を持つ物質であった。
オーウェンズ看護師は昏睡状態のスカリーに呼びかけを続けていた。そこにモルダーが見舞いに来た。モルダーが目を離した隙に、何者かがスカリーの血液サンプルを盗み出した。モルダーは犯人を追いかけて地下駐車場に行くが、そこでミスターXに会う。Xはモルダーに銃を突きつけ、スカリーに何があったかを調べるのはやめろと要求した。そして、血液サンプルを盗んだ男を証拠隠滅のために射殺した。翌日、モルダーはスキナー副長官に呼び出され、地下駐車場での事件について訊かれる。モルダーは自分が撃ち殺したわけではないと言い、シガレット・スモーキング・マンが全ての黒幕だと主張する。モルダーはスキナーにスモーキング・マンの居場所を教えてくれと頼むが、スキナーはそれを拒否する。
スカリーは壁と床が白く光っている部屋にあるベッドに横たわっていた。そこに亡くなったはずの父親、ウィリアムがやって来る。ウィリアムはスカリーに「ここにやって来るのはまだ早いぞ、スターバック。」と言って部屋を出た。その頃、モルダーはメリッサと病院のカフェテリアにいた。モルダーはそこにいた女性にタバコを買うので小銭と両替してくれないかと頼まれた。女性はモルダーに向かって「あら、ここにモーリーのタバコがあるわ。」と大きな声で言った。不審に思ったモルダーがそのタバコの中を見ると、そこにはスモーキング・マンの住所が書かれたメモがあった。モルダーはスモーキング・マンの家に押し入り、彼に銃を突きつけ、「なぜ僕ではなくスカリーを実験台にしたんだ」と詰め寄った。それに対しスモーキング・マンは「私は君のこともスカリー君のことも好きなんだ。だからこそスカリー君を生きて返したのさ。」「私を殺せば真実は全て闇に葬られる。君にもそれはわかるだろう。」と言った。モルダーはスモーキング・マンを殺すことなくその場を後にした。
FBI本部に戻ったモルダーはスキナーに辞職願を提出する。モルダーがオフィスを整理していると、スキナーがやって来る。スキナーはモルダーの辞職願を破り捨て、「私はベトナム戦争に海兵として従軍したときに臨死体験をした。爆弾をもって襲い掛かって来た子供も撃ち殺した。その体験を私は忘れようとした。しかし、君は違うだろう。」とモルダーを諭す。それを聞いたモルダーはスモーキング・マンの住所を教えてくれたのはスキナーであったことを悟る。
モルダーは駐車場でミスターXと会う。Xはスカリーを殺そうとした連中にモルダーが復讐するためのお膳立てをしていた。Xはモルダーに「今夜、君のアパートにのこのことやって来る奴らが黒幕だ。自宅に勝手に入ってきた奴を撃ち殺したとしても、正当防衛になるだろうよ。」と言った。モルダーは言われたとおりに黒幕がやって来るのを待ち構えていたが、そこにメリッサがやって来る。メリッサはモルダーに「ダナが死ぬ前にあなたの思いをちゃんと伝えた方がいい。そうでないと一生後悔することになる。」と言う。当初、モルダーは復讐を優先しようとしたが、結局は病床のスカリーを訪れる。帰宅したモルダーは自宅が荒らされているのを目の当たりにし、感情を抑えることができなくなってその場に泣き崩れてしまった。
翌日、スカリーは奇跡的に意識を取り戻した。病院に駆け付けたモルダーはスカリーにネックレスを返す（「昇天 Part.1」参照）。スカリーはモルダーの声を聞いて生きる気力を取り戻したのだという。また、スカリーは誘拐時に自分が何をされたのか覚えていなかった。
スカリーは病床にいた自分を必死に励ましてくれたオーウェンズ看護師にお礼を言おうとしたが、その名前の看護師は病院にはいなかった。

## 製作
スカリーを演じるジリアン・アンダーソンは本エピソードの撮影に入る直前に出産を終えたばかりだったので、スカリーの登場シーンのほとんどが病院のベッドの上でのシーンである。
本エピソードの原題「One Breath」はエピソード中に出てくるスカリーの父、ウィリアムのセリフからとられたものである。また、ローン・ガンメンの協力者としてエピソード中で言及されたシンカーはシーズン2最終話「アナサジ」にも登場する。シンカーという名前はネット上の『X-ファイル』のファンサイト「デュ・シンカー」にちなんでつけられた。
本エピソードはスカリーの姉、メリッサの初登場回でもある。本エピソードの脚本を執筆したグレン・モーガンとジェームズ・ウォンはメリッサ・マックグロウがメリッサ役に起用することを念頭に置いてメリッサのキャラクターを構築した。当初、モルダーとメリッサはシーズン後半で恋に落ちる予定であったが、企画会議で賛意を得ることができなかったため没になった。
モーガンは「ウォンと2人で「海の彼方に」の脚本を執筆していたとき、ドゥカヴニーが『暗くて重苦しい超常現象ばかり扱っている。』と苦情を言ってきたんだ。僕たち2人も超常現象には希望をもたらす側面があると思った。そこで、そんなエピソードを実際に作ろうと思い立った。ドゥカヴニーにとっても演技の幅を広げるいい機会になると思った矢先、アンダーソンの妊娠が判明した。そのため、当分の間スカリーを劇中で動き回らせることが出来なくなった。」「メリッサの『希望を持つことは愚かなことでも陳腐なことでもないのだから。』というセリフは『X-ファイル』全体に通底するものだと言える。」と語っている。
また、スカリーがボートに乗っているシーンは、「スカリーと現世をつなぎとめているものは非常に弱々しいもので、だれもがその2つをつなぐものを切断し、スカリーを誰も知らない死の世界へ向かわせることができる。」ということを象徴したものである。
カーターは、スキナーがスモーキング・マンに反抗したことに関して、「スキナーというキャラクターはFBIの副長官、ないしはFBIに奉職する身としてモルダーとスカリーに敵対的な官僚的人物という側面を持つ一方、2人の後ろ盾、よき理解者であるという側面もある。スキナーがFBIのオフィス内で喫煙しようとするスモーキング・マンを注意したのは、スキナーがスカリーの安否を心配しており、それに関与したと思われるスモーキング・マンに対する憎悪にも近い怒りを抑えることができなかったことの表れでもある。とはいえ、スキナーは前述のように官僚的側面を持つため、スモーキング・マンの喫煙を最終的には許容せざるを得なかった。」と述べている。

## 評価
1994年11月11日、FOXは本エピソードを初めてアメリカで放映し、1530万人の視聴者（910万世帯）を獲得した。
本エピソードは批評家から絶賛された。サラ・シュテーゲルは本エピソードに対して5つ星評価で満点を超える6つ星を与え「最高傑作だ。」と述べている。『クリティカル・ミス』のジョン・キーガンは本エピソードに10点満点を与え、「至高のエピソードではなかったとしても、『X-ファイル』のエピソードの中でも最高の出来の一本であることは論を待たない。」「真の最高傑作だ。」と絶賛している。『デン・オブ・ギーク』のニーナ・ソルディは「モルダーとメリッサ（スカリーと同じくらい精力的な女性）で交わされる口論は、スカリー不在という状況下において面白いダイナミクスを生んでいる。」と評している。
『エンパイア』は本エピソードを「『X-ファイル』のエピソードベスト20」において15位に選出し、「「昇天 Part.3」を通して、『X-ファイル』の脚本家はスカリーの一時的な不在という不利な状況を、「ミソロジー」系のエピソードの中でも感動的でサスペンス性の高いエピソードに昇華させるだけの高い能力があることを見事に証明した。」と評している。『エンターテインメント・ウィークリー』は本エピソードにB評価を下し、「何かを象徴しているシーンは合理的に理解不能である。また、スカリーの姉、メリッサはニューエイジにはまったおバカさんのようだ。」と批判する一方で、「しかし、こうした欠点はあるけれども、「昇天 Part.3」の内容が豊かで重厚なものであることは間違いない。」「このエピソードにおけるドゥカヴニーの演技は間違いなく彼の最高の演技である。」と高く評価している。『A.V.クラブ』のザック・ハンドルンは本エピソードに対して、「「ミソロジー」に湿っぽい要素を持ち込んだ。」「スカリーがなぜ昏睡から目覚めたのかが不明瞭で説得力に欠ける。」と批判しつつも、「『X-ファイル』で必ず見なければならないエピソードだ。」「モルダーがスモーキング・マンに銃を突きつけるシーンとスキナーが自らの従軍体験を語るシーンは激しく心を揺さぶられるシーンである。『X-ファイル』は大作志向ではなく、ある瞬間を描き出すことに重きを置いているのだ。」と述べている。
本エピソードは製作スタッフからも高く評価されている。クリス・カーターは本エピソードの冒頭にある、スカリーが死とその悲哀について直観するシーンに関して、「『X-ファイル』のエピソードをこういうシーンから始めるという考えは僕にはなかった。スカリーの墓石が出てくるのも、見るものにスカリーの死を予感させる儚くも美しいオープニングだった。」と述べている。また、カーターは本エピソードが『X-ファイル』で最も人気を博しているエピソードの一つでもあると述べている。本エピソードを監督したR・W・グッドウィンは「「昇天 Part.3」で展開されるような極めて非日常的な世界は、世俗に生きるスタッフにとって馴染みがない世界である。」「このエピソードは非日常性よりも、人間の感情や人間関係が中心テーマとなっている。」と述べている。ジェームズ・ウォンは「このエピソードを見ることで、自分は心の底から『X-ファイル』という作品が好きなのだと実感した。」と述べている。
なお、本エピソードの撮影監督を務めたジョン・バートレイは1995年度のエミー賞で撮影賞にノミネートされたが、受賞は逃した。